# Чоловіче підкорення
Чоловіче підкорення або мейлсаб — ситуація в БДСМ та інших сексуальних діях, у якій підпорядкований партнер — чоловік. Дослідження 2015 року показує, що 46,6 % чоловіків, які активно займаються БДСМ, висловили перевагу ролі підпорядкованого, 24 % підтримують зміну ролей (роль «перемикач»), а 29,5 % віддають перевагу домінуючій ролі.
Важливо пам'ятати, що в контексті БДСМ всі дії мають бути добровільними, згодними та безпечними для всіх учасників. Безпека, згода та взаємна повага є основними принципами будь-яких взаємовідносин у цій сфері.

## Види підкорення

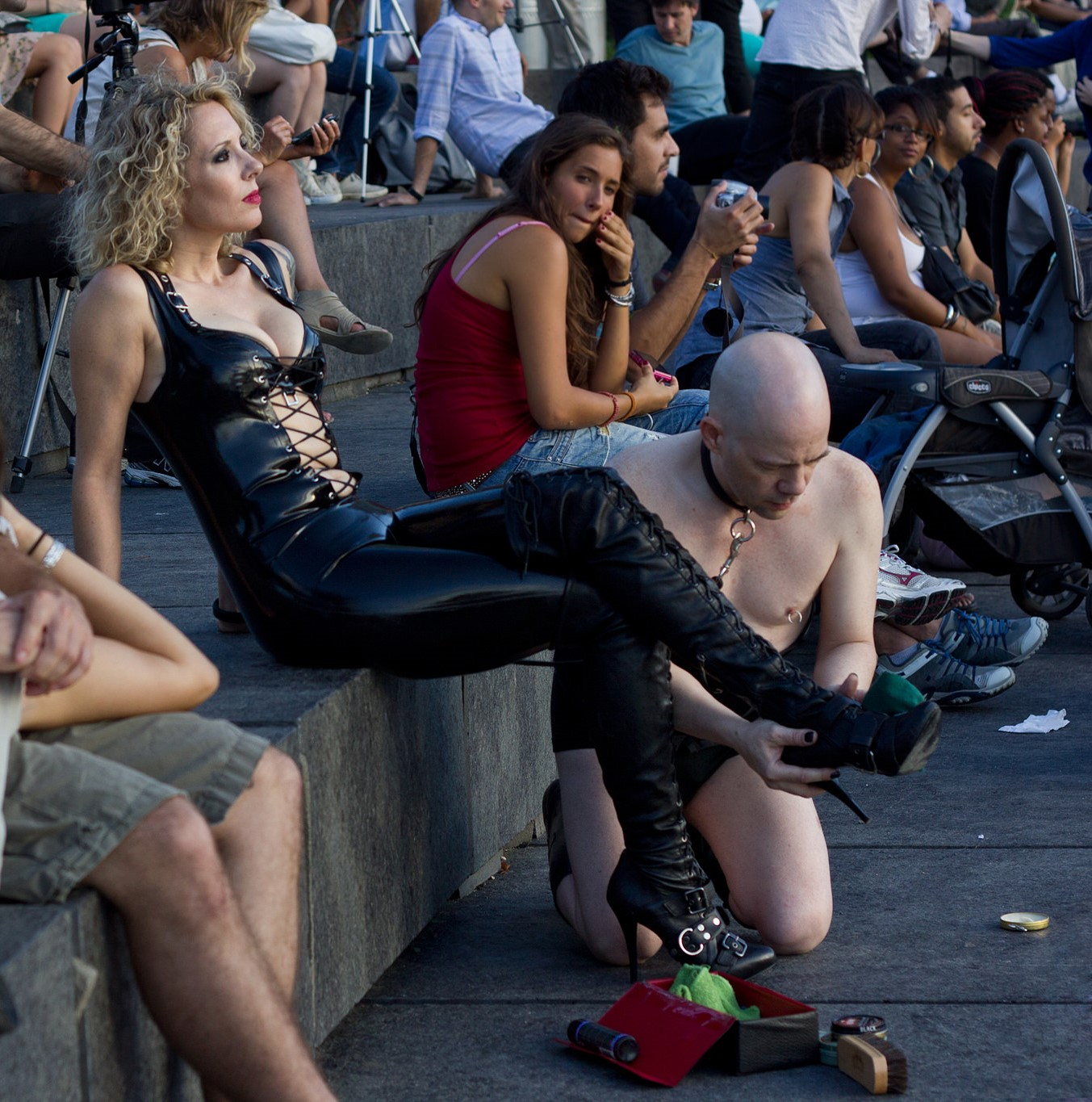
Напівголий чоловік-сабмісив чистить чоботи доміні (в латексному одязі) у громадському парку в Дамбо, Бруклін, Нью-Йорк, 2011 рік.

Підкорення чоловіків у БДСМ може набувати різноманітних форм і включати різноманітні види діяльності, у тому числі тортури члена та яєчок, примусову фемінізацію, цнотливість, куколд, еротичне приниження, фейсситинг, уролагнія, пегінг, фут-фетиш та одягнену жінку та оголеного чоловіка.

## Психологія
Психологи можуть пояснювати чоловіче підкорення в контексті БДСМ з декількох психологічних перспектив:
1. Психосексуальні фактори — деякі чоловіки можуть відчувати сексуальне збудження або задоволення від виконання ролі підкореного. Це може містити відчуття безпеки та впевненості у своїй партнерці, відчуття допомоги або відчуття сексуальної влади, яке випливає зі збереження контролю над ситуацією.
2. Психологічні потреби та фантазії — деякі чоловіки можуть мати психологічні потреби або фантазії, пов'язані зі знущанням або відчуттям підкорення, які вони відчувають у сексуальних ситуаціях. Ці потреби можуть виникати з індивідуальних досвідів, стереотипів чи культурних впливів.
3. Психологічні причини — деякі чоловіки можуть відчувати потребу або бажання відчути емоційну інтенсивність, що супроводжує підкорення. Це може містити відчуття піднесення, відчуття впевненості в собі, або навіть відчуття зв'язку з партнером через спільне дослідження нових сексуальних досвідів.
4. Індивідуальні причини — кожен чоловік може мати власні унікальні причини для відчуття привабливості до підкорення в БДСМ. Це може бути пов'язано з його особистісними характеристиками, досвідом, вихованням, статевою орієнтацією та іншими факторами.

## Історія

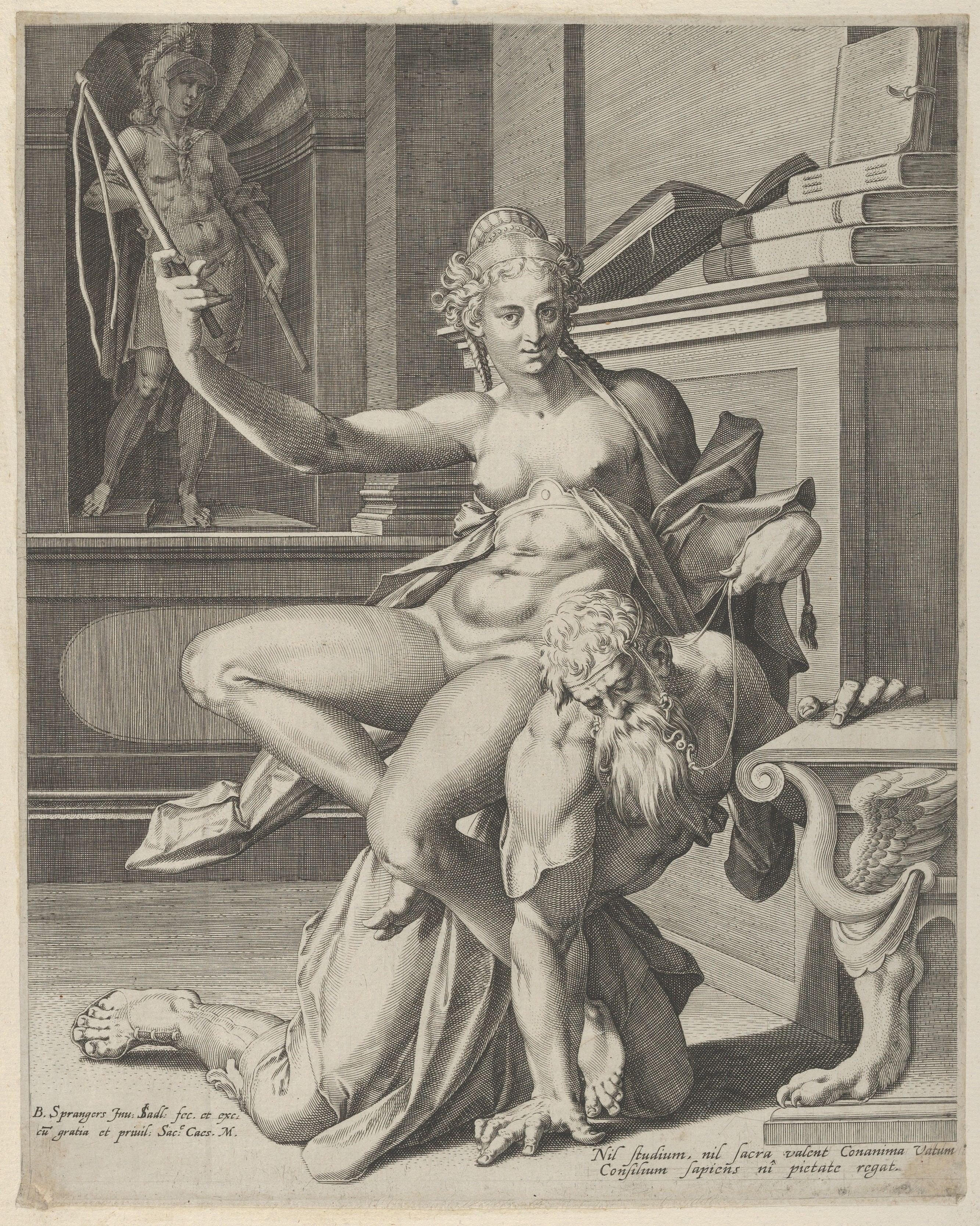
Бартоломеус Спрангер. Філліда й Аристотель. 1590-е. Гравюра різцем на міді

У XVIII столітті деякі європейські борделі почали спеціалізуватися на зв'язуванні та бичуванні, а також на інших видах діяльності, які передбачали жіноче домінування та чоловічу покірність.